# Šakvice (stacja kolejowa)
Šakvice – stacja kolejowa w Šakvicach, w kraju południowomorawskim, w Czechach. Znajduje się na wysokości 175 m n.p.m.
Jest zarządzana przez Správę železnic. Na stacji istnieje możliwość zakupu biletów i rezerwacji miejsc.

## Linie kolejowe
- 250 Havlíčkův Brod - Brno - Kúty
- 254 Šakvice - Hustopeče u Brna